# 507-й важкий танковий батальйон (Третій Рейх)
507-й важкий танковий батальйон (Третій Рейх) (нім. schwere Panzerabteilung 507, s PzAbt 507) — важкий танковий батальйон вермахту часів Другої світової війни, що мав на озброєнні важкі танки «Тигр» I і «Тигр» II.

## Історія

### Східний фронт
507-й важкий танковий батальйон вперше створено 7 травня 1943 року у Відні-Медлінгу у XVII військовому окрузі як важкий батальйон «Тигр» з трьома ротами 1-го/3-го танкового полку. Однак потім його озброїли «Пантерами», і тому 30 червня 1943 року підрозділ знову перейменували на I./го танкового полку.
23 вересня 1943 року 507-й важкий танковий батальйон вдруге сформували на основі 1-го батальйону 4-го танкового полку. Спочатку батальйон дислокувався в Австрії, неподалік Відня (у районі Медлінга, Бруна та Маріа-Енцерсдорфа). Восени 1943 року його направили на навчання до Падерборна, потім перекинули у французький Ле-Ман. У грудні 1943 року батальйон передислокували до Нідерландів (Везеп і Зволле), де підрозділ отримував до лютого 1944 року кількома партіями 45 «Тигрів».
15 березня 1944 року ешелон з особовим складом та технікою батальйону прибув до Львова. 29 березня батальйон включили до складу бойової групи «Фрібе», яка діяла в районі Броди — Тернопіль. 31 травня 1944 року батальйон у складі 47 «Тигрів» був переданий під контроль групи армій «Північна Україна». Влітку у зв'язку з початком радянського наступу в Білорусії танковий батальйон перекинули до Барановичів. У Барановичах батальйон підпорядкували 4-й кавалерійській бригаді, а згодом — 4-й танковій дивізії. Незабаром батальйон відвели до міста Вовковиська. 10 липня 1944 року батальйон брав участь у боях у районі міста Слонім, а наприкінці липня — у районі Свіслоч — Біловежа — Більськ — Остроленка.
До 13 лютого 1945 року батальйон утратив усі свої танки і вже 15 лютого був відведений з фронту і направлений до Зеннелагер на відновлення боєздатності та доукомплектування.
4 березня 1945 року на поповнення батальйону прибули перші 4 «Королівські тигри», 22 березня — ще 11 машин. Крім того, по 3 машини були передані зі складу 510-го та 511-го важких танкових батальйонів. Загальна кількість танків досягла 21-ї машини, що дозволило сформувати 2-у та 3-ю роти.
30 березня 1945 року «Королівські тигри» 3-ї роти батальйону влаштували засідку оперативній групі американської 3-ї бронетанкової дивізії. У ході бою загинув командир дивізії — генерал-майор Моріс Роуз. Американські втрати склали 17 танків M4 «Шерман», 17 бронетранспортерів, 3 вантажівки, 2 джипи та 1 винищувач танків M36. 3-тя рота втратила 3 «Тигри».
До 5 квітня 1945 року в батальйоні залишилося 12 «Королівських тигрів». 11 квітня було втрачено останній важкий танк, після чого батальйон перекинули до Магдебурга, а потім на полігон у Міловицях у Чехословаччині. Там батальйон знову озброїли — цього разу різномастої бойової техніки, що включала навіть Pz IV з 37-мм автоматичною гарматою. 6 травня батальйон був кинутий проти чехословацьких повстанців, проте вже 11 травня залишки батальйону форсованим маршем поринули на захід — здаватися американцям.
12 травня 1945 року залишки батальйону, що прорвалися, здалися американським військам.

## Командування

### Командири
- Майор Еріх Шмідт (нім. Erich Schmidt) (вересень 1943 — серпень 1944);
- Гауптман Фріц Шрок (нім. Fritz Schröck) (серпень 1944 — 12 травня 1945).

## Нагороджені батальйону[1]
|  | Кавалери Золотого Німецького Хреста                                                                        | 4 |
|  | Кавалери Лицарського хреста Залізного хреста                                                               | 6 |
|  | Кавалери Почесної відзнаки Сухопутних військ «Почесна застібка на орденську стрічку для Сухопутних військ» | 5 |

- Нагороджені Сертифікатом Пошани Головнокомандувача Сухопутних військ (1)